# Sergio Rubin
Sergio Rubín (Santa Fe, 30 de julio de 1958) es un periodista religioso, escritor y biógrafo argentino.

## Biografía
Egresado del colegio secundario La Salle, de Paraná, se radicó en Buenos Aires a partir de 1976.
Estudió en el Instituto COSAL donde se recibió como locutor nacional en el año 1981. Posteriormente, realizó un posgrado en deontología profesional periodística por la Universidad de Navarra.

## En periodismo
En su trayectoria periodística se ha dedicado a trabajar en temas relacionados con diferentes cultos y la Iglesia católica. 
Comenzó trabajando en la década de los 1980 cubriendo noticias relacionadas con la Iglesia en el diario argentino Clarín. 
Realizó la cobertura periodística en diferentes viajes del papa Juan Pablo II y también realizó entrevistas a personajes muy relevantes de la Iglesia de todo el mundo, como a la Madre Teresa de Calcuta, y el cardenal Antonio Samoré. 
Al mismo tiempo se incorpora al suplemento religioso de Clarín, Valores Religiosos como editor siendo actualmente director periodístico del mismo.
En 2001 fue galardonado con el Premio Santa Clara de Asís, debido a su labor periodística. 
En el año 2005 realizó la cobertura tras el fallecimiento y los funerales del Papa Juan Pablo II y del Cónclave de 2005 que proclamó la elección del papa Benedicto XVI.
Entre septiembre de 2015 y febrero de 2016, realizó una cobertura periodística como el enviado de Clarín al viaje papal. En el primer caso realizó la cobertura junto al periodista Nelson Castro, colega en la señal TN.
Es columnista en los programas Sábado Tempranisimo de Radio Mitre y en los noticieros de Todo Noticias.

### Biógrafo
En 1990, Sergio Rubín se reunió con Jorge Mario Bergoglio, actual Papa Francisco, mientras realizaba una entrevista al entonces Arzobispo de Buenos Aires el cardenal Antonio Quarracino, y desde entonces comenzó a tener trato con Bergoglio.

#### El jesuita
Durante el Cónclave de 2005, el cardenal Jorge Mario Bergoglio era uno de los 117 cardenales electores siendo considerado como uno de los papables, y finalmente el cardenal Bergoglio alcanzó un máximo de 40 votos, que llegó a ser el mayor números de votos obtenidos por un cardenal elector considerado papable procedente de Sudamérica, y las noticias fueron cubiertas por Rubin. Cinco años más tarde en el 2010 a Rubin durante una conversación que mantuvo con la periodista italiana Francesca Ambrogetti sobre los resultados del Cónclave de 2005 obtenidos por Bergoglio, a raíz de eso publicaron un libro llamado El jesuita (que fue la primera biografía del cardenal Bergoglio), aunque en un principio Bergoglio rechazó la idea de que se escribiera un libro sobre él, pero finalmente debido a las constantes peticiones recibidas acabó aceptándolo.
Tras el Cónclave de 2013 Sergio Rubín, asistió junto a 5.600 periodistas, a cubrir las noticias que iban concurriendo durante esos días, y en cuanto el cardenal Bergoglio fue elegido como nuevo papa de la Iglesia católica y pasó a ser el Papa Francisco. Rubín como su biógrafo personal fue muy solicitado para realizar múltiples entrevistas en diferentes medios de comunicación internacionales como Cable News Network (CNN) o la BBC.

## Premios
- 2001 - Premio Santa Clara de Asís.[1]